# Dreux
Dreux är en kommun i departementet Eure-et-Loir i regionen Centre-Val de Loire, väster om Paris. Kommunen är chef-lieu för 3 kantoner och för arrondissementet Dreux. År 2022 hade Dreux 31 205 invånare.

## Befolkningsutveckling
Antalet invånare i kommunen Dreux
Referens:INSEE

## Galleri

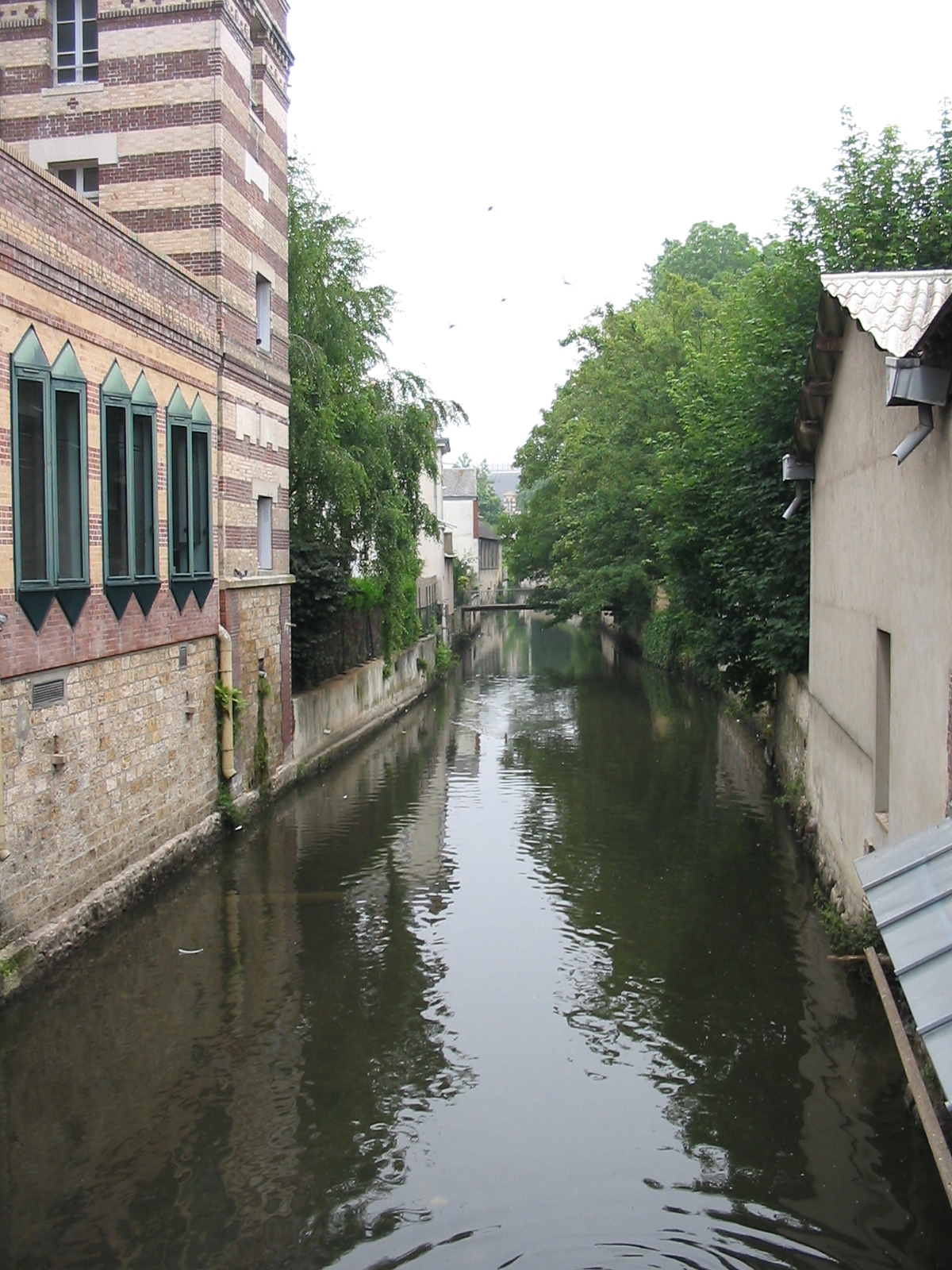
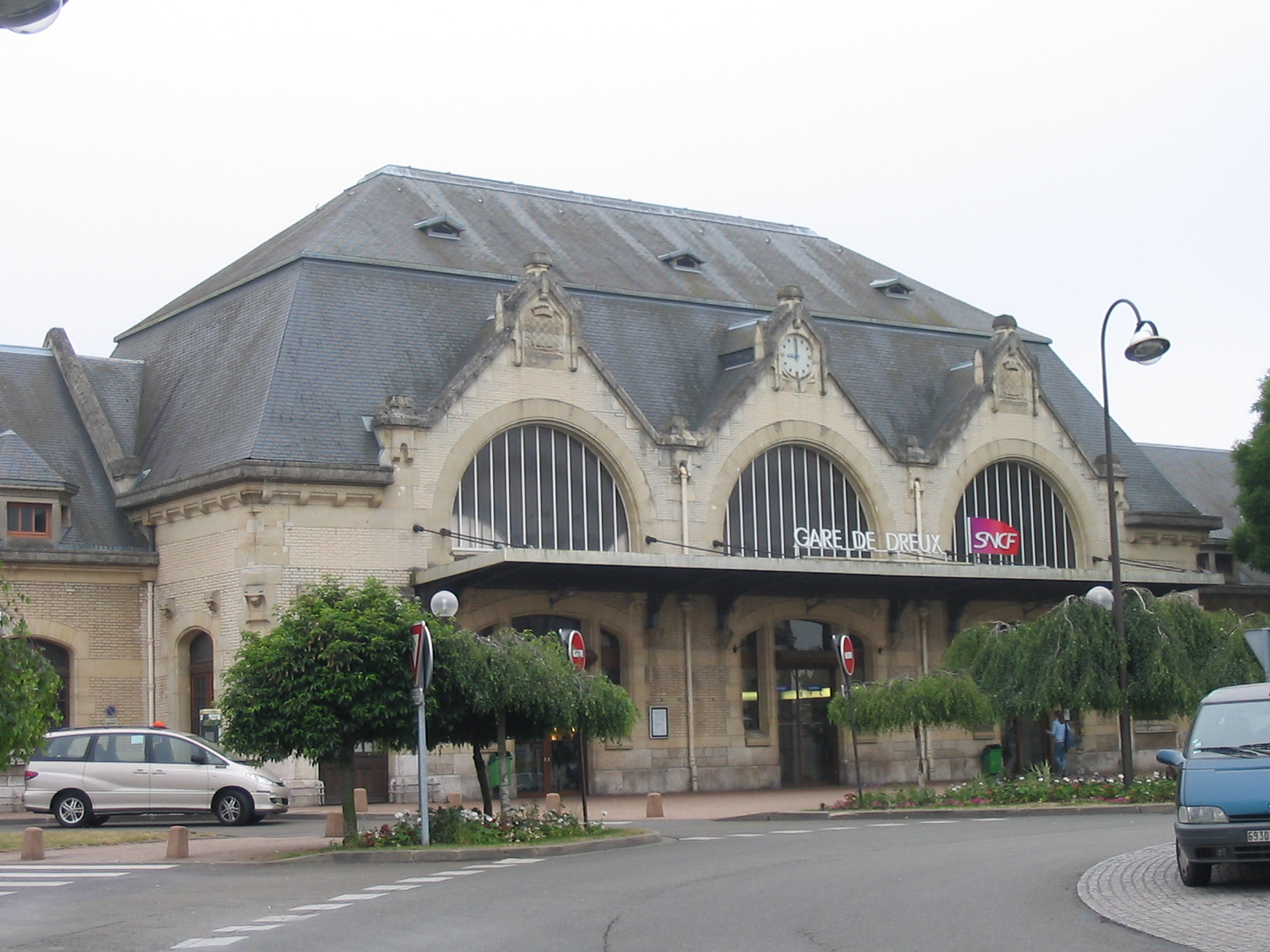
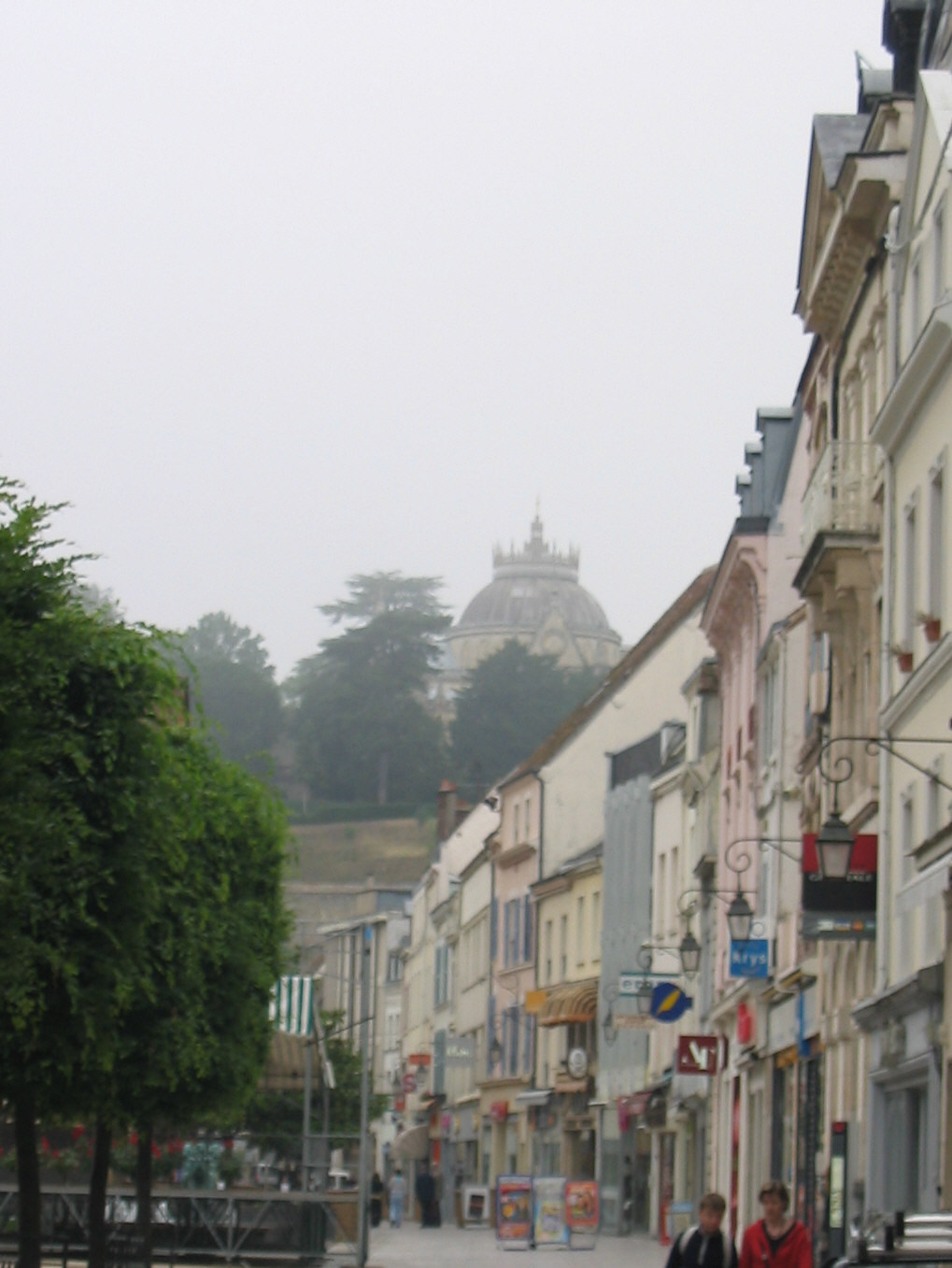
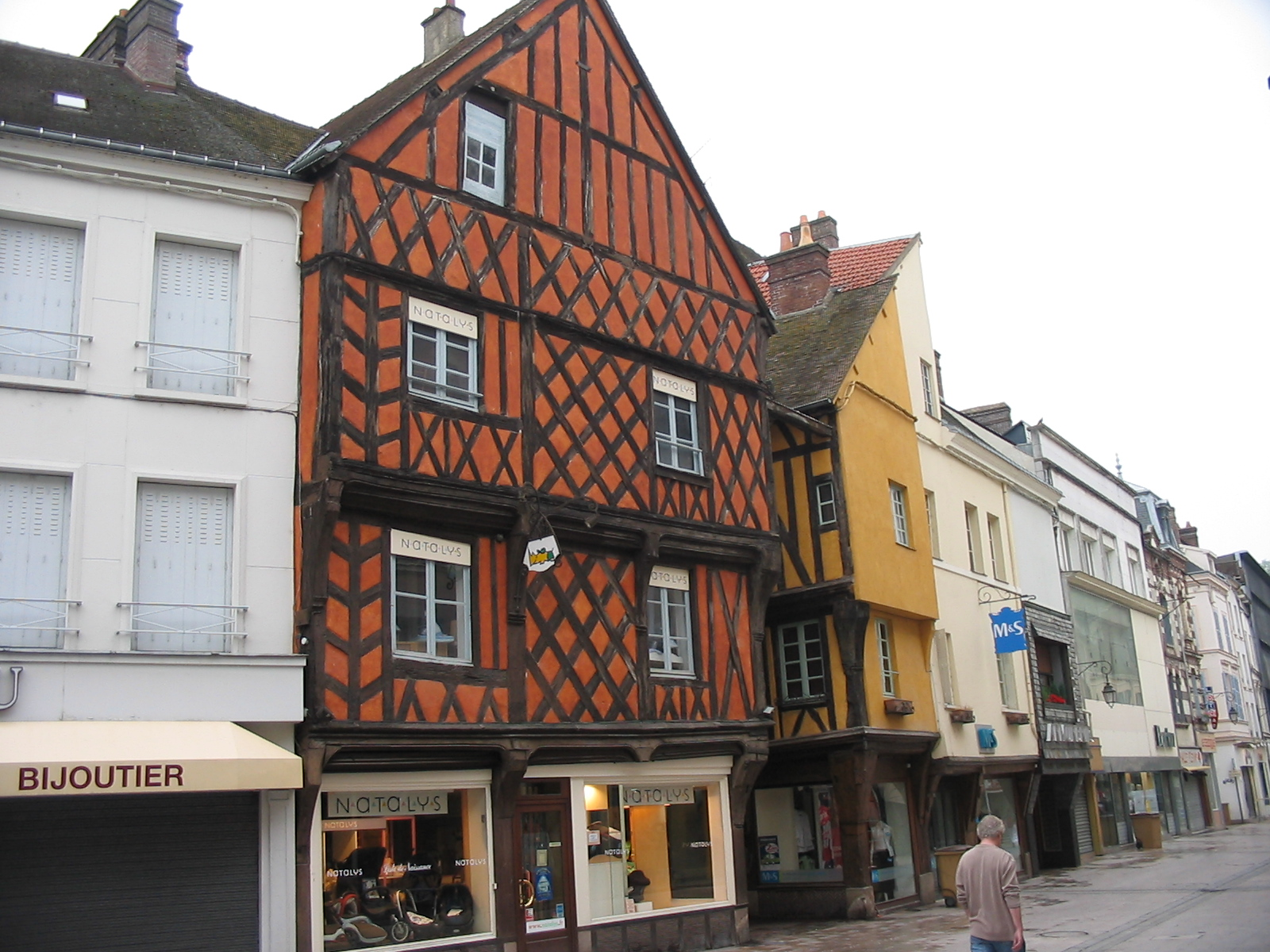
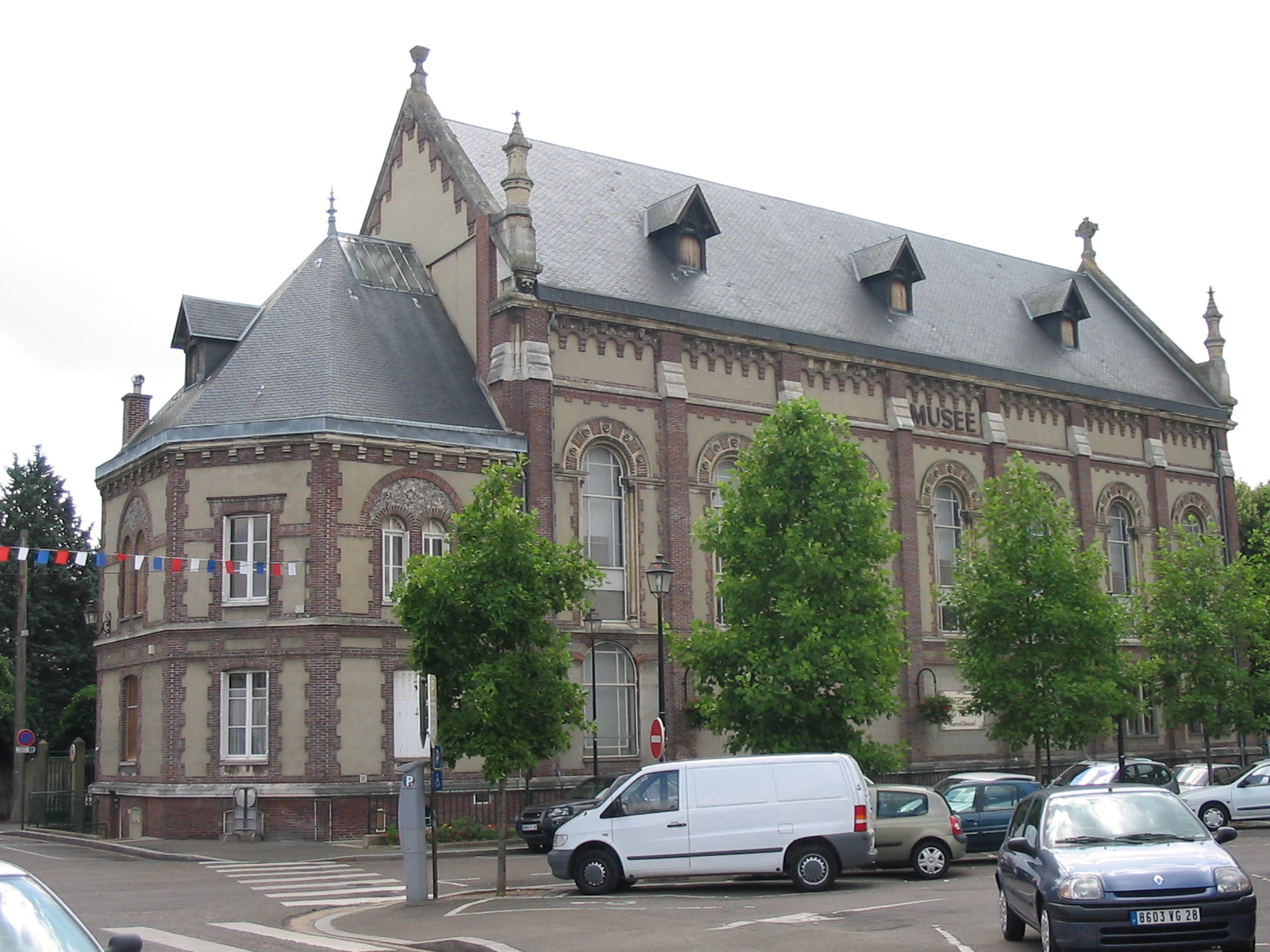
Museet
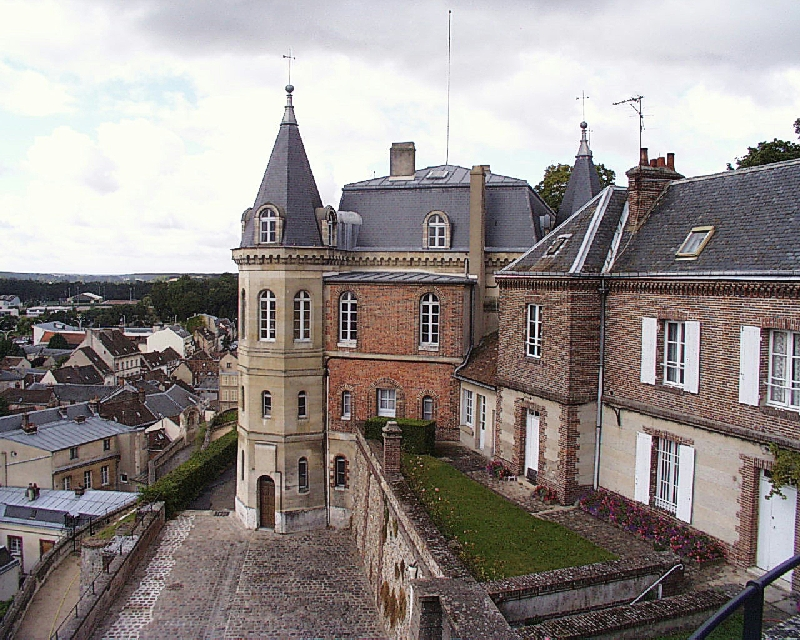
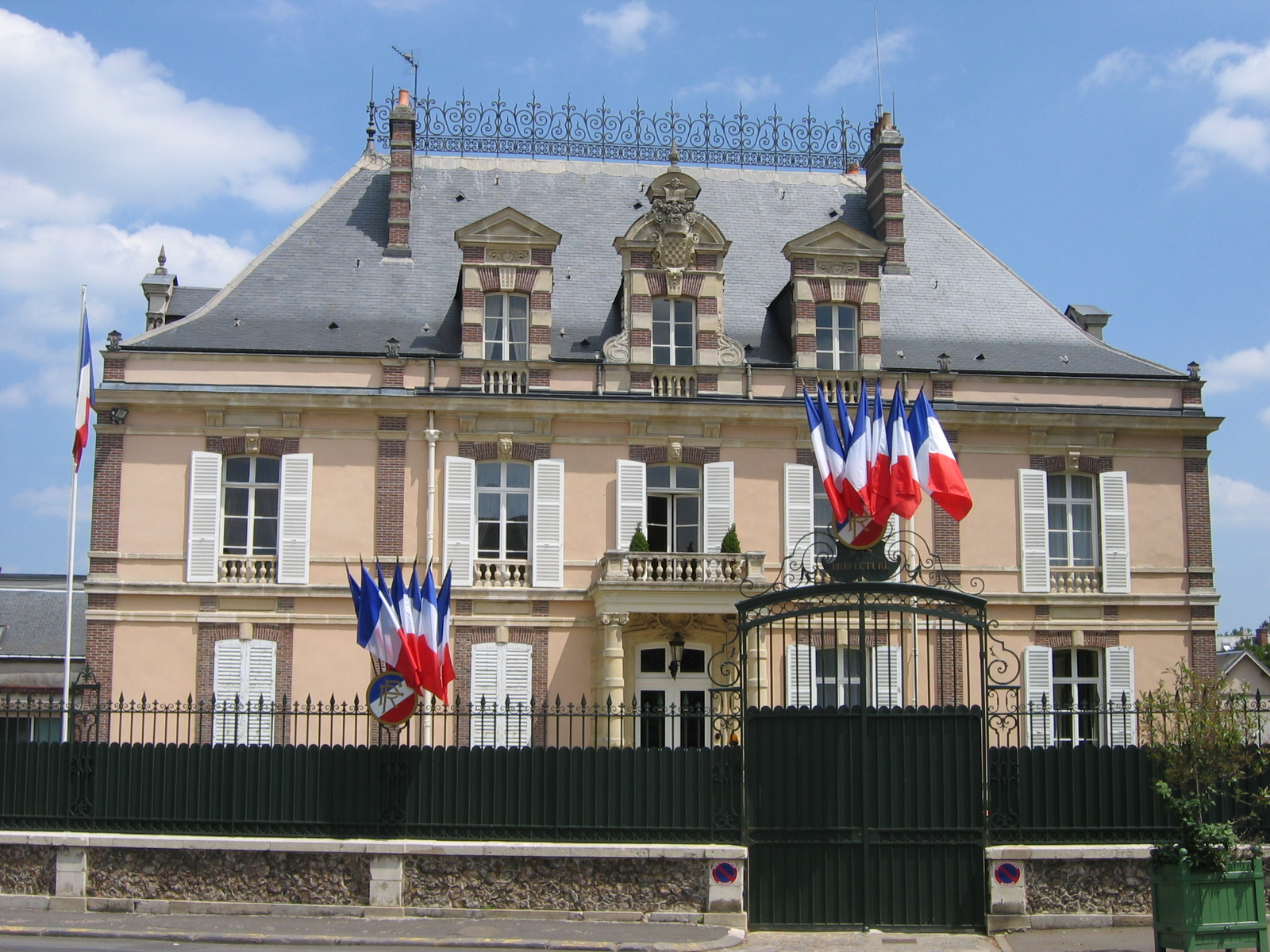
Residensbyggnaden